# Groot-Brittannië op de Olympische Winterspelen 1976
Tijdens de Olympische Winterspelen van 1976, die in Innsbruck (Oostenrijk) werden gehouden, nam Groot-Brittannië voor de twaalfde keer deel.

## Medailleoverzicht
| Sport       | Olympiër   | Discipline | Medaille |
| ----------- | ---------- | ---------- | -------- |
| Kunstrijden | John Curry | mannen     | Goud     |

## Deelnemers en resultaten

### Alpineskiën
| Olympiër           | Discipline       | Resultaat | Prestatie                        |
| ------------------ | ---------------- | --------- | -------------------------------- |
| Konrad Bartelski   | afdaling (m)     | dnf       | opgave                           |
| Konrad Bartelski   | reuzenslalom (m) | dnf-1     | opgave run 1                     |
| Konrad Bartelski   | slalom (m)       | dnf-1     | opgave run 1                     |
| Stuart Fitzsimmons | afdaling (m)     | 32e       | 1.50,89 (+5,16)                  |
| Stuart Fitzsimmons | reuzenslalom (m) | dnf-2     | opgave run 2                     |
| Stuart Fitzsimmons | slalom (m)       | dnf-2     | opgave run 2                     |
| Peter Fuchs        | afdaling (m)     | 37e       | 1.52,75 (+7,02)                  |
| Peter Fuchs        | reuzenslalom (m) | dnf-2     | opgave run 2                     |
| Peter Fuchs        | slalom (m)       | dnf-1     | opgave run 1                     |
| Alan Stewart       | afdaling (m)     | 30e       | 1.50,56 (+4,83)                  |
| Alan Stewart       | reuzenslalom (m) | 33e       | 3.49,64 (+22,67) 1.54,49+1.55,15 |
| Alan Stewart       | slalom (m)       | dq-1      | diskwalificatie run 1            |
|                    |                  |           |                                  |
| Fiona Easdale      | afdaling (v)     | 34e       | 1.57,66 (+11,50)                 |
| Fiona Easdale      | reuzenslalom (v) | 37e       | 1.41,09 (+11,96)                 |
| Fiona Easdale      | slalom (v)       | 18e       | 1.47,00 (+16,46) 54,12+52,88     |
| Hazel Hutcheon     | afdaling (v)     | 35e       | 1.58,33 (+12,17)                 |
| Hazel Hutcheon     | slalom (v)       | dnf-2     | opgave run 2                     |
| Serena Iliffe      | reuzenslalom (v) | 39e       | 1.45,09 (+15,96)                 |
| Valentina Iliffe   | afdaling (v)     | 29e       | 1.53,31 (+7,15)                  |
| Valentina Iliffe   | reuzenslalom (v) | 30e       | 1.35,48 (+6,35)                  |
| Valentina Iliffe   | slalom (v)       | 15e       | 1.40,14 (+9,60) 51,65+48,49      |
| Anne Robb          | slalom (v)       | dq-1      | diskwalificatie run 1            |
| Theresa Wallis     | afdaling (v)     | 37e       | 1.59,77 (+13,61)                 |
| Theresa Wallis     | reuzenslalom (v) | 38e       | 1.41,66 (+12,53)                 |

### Biatlon
| Olympiër                                                   | Discipline             | Resultaat | Prestatie                                                                                  |
| ---------------------------------------------------------- | ---------------------- | --------- | ------------------------------------------------------------------------------------------ |
| Graeme Ferguson                                            | 20 km (m)              | 29e       | 1:24.09,93 (+9.57,67) pen.: 8 (1 / 2 / 3 / 2)                                              |
| Malcolm Hirst                                              | 20 km (m)              | 36e       | 1:25.52,97 (+11.40,71) pen.: 9 (2 / 1 / 1 / 5)                                             |
| Jeffrey Stevens                                            | 20 km (m)              | 39e       | 1:27.15,87 (+13.03,61) pen.: 9 (1 / 1 / 0 / 7)                                             |
| Malcolm Hirst Jeffrey Stevens Paul Gibbins Graeme Ferguson | 4x7,5 km estafette (m) | 13e       | 2:11.54,36 (+13.58,72) pen.: 8 (3 / 1 / 2 / 2) (33.33,15 / 32.20,13 / 32.37,31 / 33.23,77) |

### Bobsleeën
| Olympiër                                                       | Discipline                        | Resultaat | Prestatie                                       |
| -------------------------------------------------------------- | --------------------------------- | --------- | ----------------------------------------------- |
| Jackie Price Malcolm Lloyd                                     | 2-mansbob (m) Groot-Brittannië I  | 20e       | 3.52,10 (+7,68) (58,05 / 58,13 / 57,90 / 58,02) |
| Mark Agar Michael Sweet                                        | 2-mansbob (m) Groot-Brittannië II | 21e       | 3.52,71 (+8,29) (58,40 / 58,33 / 57,90 / 58,08) |
| Jackie Price Colin Campbell Michael Sweet Malcolm Lloyd        | 4-mansbob (m) Groot-Brittannië I  | 13e       | 3.46,39 (+5,96) (56,02 / 56,07 / 56,72 / 57,58) |
| Mark Agar Anthony Norton Graham Sweet Andrew Ogilvy-Wedderburn | 4-mansbob (m) Groot-Brittannië II | 20e       | 3.49,85 (+9,42) (57,21 / 56,88 / 57,75 / 58,01) |

### Kunstrijden
| Olympiër                        | Discipline | Resultaat | Prestatie               |
| ------------------------------- | ---------- | --------- | ----------------------- |
| John Curry                      | mannen     | Goud      | pc. 11,0; 192,7 punten  |
| Robin Cousins                   | mannen     | 10e       | pc. 83,0; 178,1 punten  |
| Glyn Jones                      | mannen     | 16e       | pc. 141,0; 157,2 punten |
| Karena Richardson               | vrouwen    | 15e       | pc. 137,0; 166,5 punten |
| Erika Taylforth Colin Taylforth | paarrijden | 11e       | pc. 108,0; 120,4 punten |
| Hilary Green Glyn Watts         | ijsdansen  | 7e        | pc. 57,0; 191,4 punten  |
| Janet Thompson Warren Maxwell   | ijsdansen  | 8e        | pc. 78,0; 186,8 punten  |
| Kay Barsdell Kenneth Foster     | ijsdansen  | 12e       | pc. 111,0; 175,2 punten |

### Langlaufen
| Olympiër        | Discipline | Resultaat | Prestatie           |
| --------------- | ---------- | --------- | ------------------- |
| Paul Gibbins    | 15 km (m)  | 63e       | 51.48,02 (+7.49,55) |
| Douglas Elliott | 15 km (m)  | 65e       | 52.14,27 (+8.15,80) |
| Keith Oliver    | 15 km (m)  | 68e       | 52.31,00 (+8.32,53) |

### Rodelen
| Olympiër                                   | Discipline | Resultaat | Prestatie                                              |
| ------------------------------------------ | ---------- | --------- | ------------------------------------------------------ |
| Michel de Carvalho                         | mannen     | 29e       | 3.42,665 (+14,977) (56,340 / 55,412 / 55,277 / 55,636) |
| Jeremy Palmer-Tomkinson                    | mannen     | 30e       | 3.42,724 (+15,036) (57,056 / 54,881 / 54,959 / 55,828) |
| Richard Liversedge                         | mannen     | 33e       | 3.44,839 (+17,151) (56,721 / 55,997 / 55,989 / 56,132) |
| Jeremy Palmer-Tomkinson Michel de Carvalho | dubbel     | 20e       | 1.31,377 (+5,773) (46,400 / 44,977)                    |
| Richard Liversedge Russell Tapp            | dubbel     | dns-2     | niet gestart run 2                                     |

### Schaatsen
| Olympiër        | Discipline   | Resultaat | Prestatie           |
| --------------- | ------------ | --------- | ------------------- |
| Archie Marshall | 500 m (m)    | 16e       | 40,85 (+1,68)       |
| Archie Marshall | 1000 m (m)   | 21e       | 1.24,00 (+4,68)     |
| Geoff Sandys    | 1500 m (m)   | 24e       | 2.09,17 (+9,79)     |
| Geoff Sandys    | 5000 m (m)   | 26e       | 8.13,03 (+48,55)    |
| Geoff Sandys    | 10.000 m (m) | 18e       | 16.26,27 (+1.35,68) |

Andorra · Argentinië · Australië · België · Bondsrepubliek Duitsland · Bulgarije · Canada · Chili · Duitse Democratische Republiek · Finland · Frankrijk · Griekenland · Groot-Brittannië · Hongarije · IJsland · Iran · Italië · Japan · Joegoslavië · Libanon · Liechtenstein · Nederland · Nieuw-Zeeland · Noorwegen · Oostenrijk · Polen · Roemenië · San Marino · Sovjet-Unie · Spanje · Taiwan · Tsjecho-Slowakije · Turkije · Verenigde Staten · Zuid-Korea · Zweden · Zwitserland